# 346-я стрелковая дивизия
346-я стрелковая Дебальцевская Краснознамённая дивизия — воинское соединение СССР в Великой Отечественной войне.

## История
Дивизия сформирована в августе 1941 года в городе Вольске Саратовской области Приволжского военного округа.
Принимала участие в боях под Москвой, под Сталинградом, Донбассе, форсировании Сиваша, в Крыму.
В Действующей Армии: 7 декабря 1941 — 6 сентября 1942 года; 22 октября 1942 — 19 мая 1944 года; 8 июля 1944 — 14 марта 1945 года; 19 апреля — 9 мая 1945 года.
В августе 1942 года дивизия разгромлена в ходе немецкой наступательной операции «Вирбельвинд», но остатки были выведены в тыл и 346-я стрелковая дивизия была восстановлена.   
В конце декабря 1942 — начале января 1943 года дивизия ведёт тяжёлые бои под Ростовом-на-Дону. 5 января 1943 года части дивизии во взаимодействии с частями 14-го ск овладели городом Морозовск.
В июне 1943 года сражается в районе Донбасса. За боевые заслуги в освобождение Донбасса и города Дебальцево 346-я стрелковая дивизия удостоена почётного наименования «Дебальцевская».
1 ноября 1943 года дивизия форсирует Сиваш и занимает плацдарм в районе Ашкадан.
В конце июля 1944 года части дивизии подходят к городам Кеммерн и Тукумс.
С августа 1944 года в составе 54-го стрелкового корпуса 2-й гвардейской армии 1-го Прибалтийского фронта, в сентябре — 60-го стрелкового корпуса 51-й армии, с октября в составе 1-го гвардейского стрелкового корпуса.
Принимала участие в Прибалтийской стратегической операции, дивизия вела боевые действия на шяуляйско-мемельском направлениях.
С ноября 1944 года дивизия занимала оборону на либавском направлении, на линии Скуодас — Руцава, принимала участие по расширению плацдармов на правом берегу реки Барта.
С марта 1945 года в составе 14-го стрелкового корпуса фронтового подчинения 2-го Прибалтийского фронта, с апреля в составе Белорусско-Литовского военного округа и 2-го Белорусского фронта.
Расформирована летом 1945 года.

## Состав
- 1164-й стрелковый полк
- 1166-й стрелковый полк
- 1168-й стрелковый полк
- 915-й артиллерийский полк
- 266-й отдельный истребительно-противотанковый дивизион
- 414-я отдельная разведывательная рота
- 473-й отдельный сапёрный батальон
- 803-й отдельный батальон связи (252-я отдельная рота связи)
- 437-й отдельный медико-санитарный батальон
- 430-я отдельная рота химической защиты
- 467-я автотранспортная рота
- 206-я полевая хлебопекарня
- 774-й дивизионный ветеринарный лазарет
- 782-я полевая касса Государственного банка.

## Подчинение
в составе 54-го стрелкового корпуса 2-й гвардейской армии 1-го Прибалтийского фронта, 60-го стрелкового корпуса 51-й армии, 1-го гвардейского стрелкового корпуса, 14-го стрелкового корпуса.

## Командиры
- генерал-майор Давидовский, Иван Елизарович с 20 августа 1941 по 6 июня 1942
- полковник Сущенко, Максим Андреевич с 7 июня 1942 по 25 сентября 1942
- полковник Толстов, Архип Иванович 26 сентября 1942 по 28 ноября 1942
- генерал-майор Станкевский, Дмитрий Иванович с 29 ноября 1942 по 11 августа 1943
- подполковник Артамонов, Владимир Васильевич с 12 по 17 августа 1943
- полковник Угрюмов, Николай Степанович с 18 по 19 августа 1943
- генерал-майор Станкевский, Дмитрий Иванович с 20 августа 1943 по 30 декабря 1944
- генерал-майор Мищенко, Николай Михайлович с 31 декабря 1944 по 13 февраля 1945
- полковник Шеин, Константин Фёдорович 14 февраля 1945 по 19 марта 1945
- генерал-майор Горбачёв, Владимир Константинович с 20 марта 1945 по 9 мая 1945

## Награды и наименования
| Награда (наименование)              | Дата                | За что награждена |
| ----------------------------------- | ------------------- | --- |
| Почётное наименование Дебальцевская | 8.09.1943           | присвоено приказом Верховного Главнокомандующего за отличие в боях по овладению Дебальцево |
| Орден Красного Знамени              | 24 апреля 1944 года | награждена указом Президиума Верховного Совета СССР от 24 апреля 1944 года за образцовое выполнение боевых заданий командования при прорыве сильно укреплённой обороны противника на Перекопском перешейке и в дефиле на южном побережье Сиваша и проявленные при этом доблесть и мужество |

Награды частей дивизии:
- 1164-й стрелковый ордена Суворова[4] полк
- 1166-й стрелковый ордена Кутузова[4] полк
- 1168-й стрелковый Краснознамённый[5] ордена Суворова[4] полк
- 915-й артиллерийский Краснознамённый[5] полк

## Отличившиеся воины дивизии
Герои Советского Союза:
- Безменов, Василий Иванович, старший лейтенант, заместитель командира батареи по политической части 915-го артиллерийского полка.
- Бублий, Павел Семёнович, майор, заместитель командира 1164-го стрелкового полка.
- Габриадзе, Григорий Иванович, старший лейтенант, командир роты 1168-го стрелкового полка.
- Калинин, Владимир Павлович, лейтенант, командир взвода 4-й стрелковой роты 1164-го стрелкового полка.
- Павлюченков, Игнат Павлович, подполковник, командир 1168-го стрелкового полка.

Полные кавалеры ордена Славы:
- Ковтун, Николай Иванович, младший сержант, командир отделения разведывательного взвода 1168 стрелкового полка.
- Троснянский, Дмитрий Нестерович, рядовой, снайпер стрелковой роты 1168 стрелкового полка.